# 靈蛇
《靈蛇》（おろち），是楳圖一雄的漫画作品。單行本全6卷。

## 概要
故事主要環繞在一位來歷、年齡、過往皆不詳，卻具備著特殊能力的少女－蟒蛇身邊所發生的事。經常四處流浪的蟒蛇，以旁觀者的身分，去觀察她所注意的對象的人生、經歷、愛恨情仇與人情冷暖，並且在之後安靜地離去，繼續尋找並觀察著下一位對象的人生……。

## 主要角色
- 蟒蛇

本作的女主角，外型是位蓄著過肩長髮的少女，但是其來歷、年齡、過往一概不詳。於每一集的故事中擔任旁觀者的角色，觀察或介入該對象的人生之中，見證人性的七情六慾與人情冷暖。
已知的特異能力：
- 可以透過指定畫像觀察遠距離的事物。
- 血液能夠在滴到指定對象的照片時，使該對象保持容貌常駐不至於衰老，或是滴在仿造特定對象的假人上，令該對象短暫復活。
- 藉由令兩顆滾動的珠子聚在一起，讓她心裡想的兩位指定對象相遇。
- 指向特定的物品，可移動或破壞物品（蟒蛇曾利用此術，瞬間制服多名流氓）。
- 具有相當程度的再生能力，即使是相當程度的失血也能迅速復原（但失血過多仍會有死亡的風險）。
- 可藉由觸摸他人讀取該對象的心理感受，甚至是讀取記憶。
- 擁有瞬間移動的能力。
- 每逢100年就必須進入沉睡期，否則就會像普通人一樣因衰老而死去，但若遭逢嚴重的意外衝擊，則會提前進入休眠期（每次必須沉睡10幾年，才會再度醒來）。
- 曾經在不知情的狀況下，精神意識進入了其他人的體內。

## 次要角色

### 姊妹篇
- 龍神惠美

龍神家的長女，在蟒蛇入住大宅邸的時候，告訴蟒蛇樓上監禁著父親生前留下的「野獸」。實際上是龍神家收養的孤兒，後因為露美的發言深受打擊，用火燒毀自己的額頭，多次對露美拳打腳踢，最終發狂而死。
- 龍神露美

龍神家的么女，於暴風雨來臨的當晚，收容無處可歸的蟒蛇。對蟒蛇誆稱自己是養女的身分令惠美深受打擊，於劇末因為因為龍神家女性到了18歲就會變醜的影響，導致容貌驟變。
- 弘

惠美的男友，經常在惠美心情不好時負責安慰她。最終前來龍神家時只見發狂死去的惠美和容貌變醜的露美。
- 龍神夫人

因為龍神家女性到了18歲就會變醜的影響，容貌變得無法見人被監禁在樓上，臨終前道出惠美與露美的身世祕密，令惠美和露美的姊妹情誼從此生變。

### 舞台篇
- 目黑佑一

目黑家的獨生子。還在就讀幼稚園的時候，目擊父親被主持兒童節目的田邊信悟駕車撞傷，父親過世後，於法庭上指證田邊卻不被採信，自此變得很討厭綜藝節目。後來在電視上見到花田秀次時，一反常態的為了進入演藝園而努力練習歌藝和演技，實為對田邊展開復仇。於復仇行動結束後不再觀賞綜藝節目。
- 目黑夫人

佑一的母親，自從丈夫過身後，便外出工作扶養佑一成人，對於佑一重複訴說肇事害死丈夫的是「早晨的大哥哥」感到不耐煩。
- 目黑先生

佑一的父親，在佑一還小時，為了保護佑一被田邊駕駛的汽車撞上，幾天後因突發性頭痛昏倒，就此撒手人寰。
- 田邊信悟

佑一口中的「早晨的大哥哥」，多年前肇事撞死佑一的父親後，因法官不採信佑一的說詞而沒被起訴，更名為花田秀次繼續他的演藝生涯。後來被佑一所害而失去聲音，得悉前者的身分後對其懺悔並遞出懺悔信，但被佑一撕毀信件。

### 鑰匙篇
- 渡邊廣之

就讀幼稚園的小男孩，個性倔強且協調性差，不會寫自己的名字以外的字詞，在不受同年齡小孩歡迎的情況下，養成了習慣性撒謊的習慣，甚至還引起不少騷動，而被冠以「撒謊大王」的外號。後來無意間撞見了鄰居女孩惠美家庭的事件而深陷危險，最終因為警方趕來制止而化險為夷。
- 渡邊夫婦

廣之的父母，對於廣之慣性撒謊的行為感到頭痛。
- 惠美

住在渡邊一家隔壁的白領階級夫妻的女兒，是個生來有殘疾但容貌相當可愛的女孩，廣之在企圖爬到隔壁家時，目擊惠美被殺的畫面。
- 惠美的父母

白領階級的夫妻，平時待人親切，有時也會分些糖果餅乾給廣之。在廣之發現家裡的秘密後企圖對他不利，但被隨後趕到的警方制止。

### 骨篇
- 千惠

身世坎坷的婦人，於多年前和三郎結婚，在三郎過世後改嫁太森家，育有一子。
- 三郎

千惠的前夫，多年前出重金迎娶千惠，出車禍重傷出院後，卻在某日摔下懸崖而死。後來蟒蛇利用自己的血液令三郎短暫復活，卻令千惠原本平靜的生活從此不得安寧。
- 太森亞純

千惠與太森先生在婚後產下的獨生子。
- 惠津

太森家的傭人，在見到三郎而感到不安的千惠回家時負責安撫她。

### 故鄉篇
- 杉山正一

出生於中瀨村的男子，於多年前為了就讀大學而離開家鄉，到外地工作，卻因誤信損友而失去多數財產，更淪落為黑社會人士，從此便沒有回到家鄉過。
- 良子

正一的青梅竹馬，在小時候曾經被正一關在村子的神社裡。
- 信男、武、英二

正一小時候的朋友們。
- 健仔

被新次弄哭並綁起來欺凌的孩子。
- 新次

良子的孩子，以欺負其他小孩為樂，凡是被他憎恨的對象都會死去。其視線甚至可以讓蟒蛇的頭部瞬間流血。
- 小夜子

因為挑食剩下飯菜，被父親綁起來關在倉庫的女孩。
- 中年婦人

在蟒蛇逃出中瀨村後，告知蟒蛇中瀨村已在三年前毀於風災，做為水庫工地的消息。

### 秀才篇
- 立花優

幼年時期被闖入家裡的歹徒刺傷，在頸部留下一道傷疤的少年。於劇情後段揭示其實為歹徒的孩子。
- 立花佳子

優的母親，非常執著要優成為一等人才。自從優開始上學後，便對憂實施幾近虐待的教育方針，令優感到痛苦不已。劇情後段揭示其實為報復歹徒，才會收養歹徒的孩子並摧毀其希望。
- 立花浩

優的父親，是著名K大學畢業的大學教授。自從妻子開始主導優的教育後，便成為家裡存在感趨近零的成員。
- 夏江岩男

於多年前因家庭貧困而來到立花家搶劫，割傷還是嬰兒時期的優的歹徒。
- 夏江夫人

自從丈夫入獄後，便吃盡苦頭的患病婦人，在優考大學之前因長期患病與生活困難而上吊自盡。
- 平井勝也

於榜單中超過優，排行榜首的高中少年，被優栽贓為偷竊手表的小偷後，成績受到影響大幅退步，最後轉至他校就讀。
- 「立花優」

立花夫妻的1歲獨生子，於多年前被闖入家裡的歹徒殺害。

### 眼睛篇
- 田口惠子

雙目失明，卻有著敏銳聽覺、嗅覺、觸覺的少女，因為牽涉到殺人案而捲入危險中，為了證明父親的清白，獨自對抗真正的兇手。事件落幕後和父親遠走他鄉。
- 田口先生

惠子的父親，因為家裡發生殺人案而被誤認為兇手，在恢復清白後便離開工廠，帶著惠子遠走他鄉。
- 悟

經常到惠子家玩的小男孩，因為動過眼睛手術而得以復明，在協助惠子緝凶的過程中，不慎說溜嘴，令惠子險些遭到歹徒的毒手。
- 仲川次郎

闖入惠子家殺人的兇手，因為發現惠子看不見東西而暫時放過她，事後惠子在家裡撿到他的證照，並委託悟調查他的情報。
- 被殺的男子

田口先生與仲川的同事，因為對外爆料工廠使用的藥劑會對人體造成傷害，被仲川視為眼中釘，雖然逃到田口家請求惠子讓他暫時躲避仲川，還是被仲川持刀殺死。

### 戰爭篇
- 岡口先生

正與幸子的父親，在正就讀的中學裡擔任老師。為人古道熱腸，慷慨穩重，年輕時期曾參加過卡達爾卡納奴島的戰役。
- 岡口正

就讀中學的少年，起初將父親視為不可思議的善人，直到遇見佐野才得知父親隱瞞的過去。
- 岡口幸子

正的妹妹，在某次與同伴遊玩的途中，發現未引爆的手榴彈並帶回家，不慎摔倒導致手榴彈爆炸，但因為幸子即時將手榴彈丟出去才僅受輕傷。
- 佐野

岡口先生戰爭時期的上司，在卡達爾卡納奴島戰役中失去右手與左腳。為了讓岡口活命而引導他食用同袍的屍體。在戰後時常到靖國神社參拜，後死於車禍。
- 田村

岡口先生戰爭時期的同袍，在卡達爾卡納奴島戰役染病去世，死後被同袍分食遺體。
- 高橋、中西、馬場

原本是正的好友，在校外教學經過受困事件後，便與正互相不往來。

### 血篇
- 門前一草

門前家的長女，理沙的姊姊，自幼年時期便是眾人稱羨讚賞的對象，在丈夫過世後回到門前家繼承所有門前家的遺產。被妹妹忌妒陷害，得知真相後死去。
- 門前理沙

門前家的次女，一草的妹妹，自幼年時期便因為經常被拿來和一草相比較產生劣等感，進而使性格變得古怪孤僻，在姊姊罹患心臟病後開始負責照顧她的起居。
- 佳子

容貌與蟒蛇相仿的酒家女，被理沙親自帶到門前家照顧一草，卻時常遭受理沙的虐待。後來在一次衝突中被推下樓致死，才讓意識附在她身上的蟒蛇得以脫離沉睡期。

## 電影版
咒靈：取自原著中的姊妹篇，2009年1月9日上映。
導演：鶴田法男。
演員：木村佳乃、中越典子、谷村美月。

## 電影版與漫畫版相異處
- 蟒蛇的名字被翻譯成咒靈，其100年沉睡一次的特性在這部影片裡提前出現。
- 姊妹倆的名字被改成一草和理沙（取自血篇的倆姊妹的名字），家族姓氏被改成門前。
- 電影版迎接蟒蛇的，是姊妹倆的母親（原著中蟒蛇並沒有見過變醜前的母親本人）。
- 該家族女性變醜的年齡由原著的18歲，更動為29歲。
- 妹妹的髮型由短髮變更為長髮。
- 電影版增加提出母親的名字，且母親的身分被設定為影視明星。
- 姊妹倆母親酒駕的情形，和原著血篇的理沙一模一樣。